# Pilar Azemar i Puig de la Bellacasa
Pilar Azemar i Puig de la Bellacasa   (Barcelona, 16 de maig de 1895 - Barcelona, 10 de març de 1988) fou una dona catalana, filla de Josep Azemar i Pont i de Concepció Puig de la Bellacasa i Rosés; militant d'UDC i vídua de Manuel Carrasco i Formiguera, polític català afusellat a Burgos pels franquistes l'abril de 1938. Es van casar el 1915 i van tenir vuit fills, entre ells Raimon Carrasco i Azemar.

## Biografia
En esclatar la guerra civil espanyola va acompanyar el seu marit en la seva fugida al País Basc. El 1938 el vaixell en què viatjava tota la família fou interceptat per les tropes franquistes. En arribar a Pasaia la família fou separada i ella, amb una de les filles i la dida, fou tancada a la presó de Sant Sebastià. Ambdues foren acusades de rebel·lió, però després de sis mesos de confinament el setembre de 1938 fou bescanviada per la família de general López Pinto.
Durant la postguerra va presidir alguns dels consells d'UDC a l'abadia de Montserrat, en els quals va fer tot el possible per mantenir viva la memòria del seu marit i el seu llegat. Per aquest motiu el 1988 va rebre la Creu de Sant Jordi.